# Buonvicino
Buonvicino és un municipi italià, dins de la província de Cosenza, que limita amb els municipis de Belvedere Marittimo, Diamante, Grisolia, Maierà, Mottafollone, San Sosti i Sant'Agata di Esaro a la mateixa província.

## Evolució demogràfica
| Població censada al municipi de Buonvicino | Població censada al municipi de Buonvicino    | Població censada al municipi de Buonvicino |
| ------------------------------------------ | --------------------------------------------- | ------------------------------------------ |
|                                            |                                               |                                            |
| Notes:                                     | Elaboració gràfica per part de la Viquipèdia  |                                            |
|                                            | Font: ISTAT (Institut Nacional d'Estadística) |                                            |